# بول فوستر كيس
بول فوستر كيس (بالإنجليزية: Paul Foster Case)‏ (3 أكتوبر 1884- 2 مارس 1954) منجم أمريكي إبان النصف الأول من القرن العشرين وصاحب مؤلفات كثيرة عن التارو وكابالا ويعتبر أحد أهم خبراءها المعاصرين. ربما كانت أهم إسهاماته في مجال التنجيم هي الدروس التي كتبها لفائدة المنتسبين لبناة الأديتوم. محاضراته للأعضاء المستبدئين بفروع B.O.T.A بدورها كانت عميقة، هذا بالرغم من أن محدودية توزيعها جعلها أقل شهرة.

## النشأة
ولد بول فوستر كيس على الساعة 5:28 مساء من الثالث أكتوبر 1884 في فيربورت، نيويورك. والده كان أمين مكتبة المدينة والشماس المحلي للكنيسة البروتستانتية المستقلة. حينما بلغ الخامسة من العمر بدأت والدته في تعليمه عزف البيانو والأرغن، ولاحقا عزف كيس اليافع الأرغن في كنيسة أسرته. باشر كيس مساره المهني كموسيقي موهوب وعازف كمان وقائد أركسترا.
انجذب بول فوستر كيس مبكرا نحو التنجيم، فبينما كان لا زال صبيا خبر تجارب من قبيل ما يصطلح عليه اليوم بالحلم الصافي وقام بالتراسل بخصوص هذه التجارب مع روديارد كبلينغ هذا الذي شجعه بخصوص مصداقية مساعيه الخارقة.
سنة 1900  قابل كيس الخفائي كلود براكدون Claude Bragdon بينما كان كلاهما يؤدي عرضا خيريا، حينها سأل براكدون كيس عن أصل أوراق اللعب. بعد بحثه عن الجواب في مكتبة والده اكتشف كيس ارتباطا بالتارو أو ما سمي ' لعبة الإنسان '، ومنذئذ بدأ المشروع الذي خصص له كيس حياته بأسرها بدراسة التارو والمتوج بإبداع مجموعة أوراق تارو B.O.T.A، نسخة «مصححة» من أوراق Rider-Waite.
بين عامي 1905 و 1908 (20-24 من العمر) شرع كيس في ممارسة اليوجا، وبالأخص البراناياما pranayama اعتمادا على المتوفر من الكتب المنشورة، ويبدو أن تجاربه المبكرة تسببت له في توترات ذهنية ونفسية وخلفت عنده هما لم يبارحه حياته قط بوجوب أن تتم الممارسة الخفائية في ظل توجيه وتدريب مناسبين.
في صيف 1907 قرأ كيس كتاب سر السحر العقلي (The Secret of Mental Magic) للمؤلف ويليام ووكر أتكينسون (المعروف كذلك برماشاراكا Ramacharaka) ذلك دفعه للتراسل مع المؤلف، ساعتها أحد أشهر كتاب الفكر الجديد مما دفع الكثيرين للاعتقاد بأن كيس وأتكنسون كانا من بين المؤلفين الثلاثة المجهولين للنص الفلسفي الهام: كيباليون.

## معضلة: الموسيقى أو الألغاز
روى كيس عن لقاء في أحد شوارع شيكاغو، سنة 1009 أو 1910، غير مجرى حياته حينما اقترب منه الدكتور فلود Dr. Fludd أحد أبرز أطباء شيكاغو وحياه باسمه وأخبره بأنه يحمل له رسالة من أحد سادة الحكمة Masters of Wisdom الذي هو «أستاذي وأستاذك أنت أيضا» كما قال الطبيب. واصل الطبيب حديثه بأن أخبر كيس بأنه أمام خيارين: أن يستمر في مساره الموسيقي الناجح والعيش بهناء وراحة، أو أن يكرس نفسه «لخدمة الإنسانية» والمساهمة في إرساء العصر القادم. منذئذ بدأ كيس في الدراسة وصياغة الدروس التي شكلت جوهر منهاج بناة الأديتوم، مدرسة التارو والقبالة التي أسسها كيس والتي ما زالت مستمرة إلى اليوم.
سنة 1916 نشر كيس سلسلة من المقالات الطلائعية عن مفاتيح التارو تحت عنوان «العقيدة السرية للتارو» The Secret Doctrine of the Tarot في المجلة الخفائية الشهيرة The Word. قوبلت المقالات باهتمام كبير بين الأوساط الخفائية باعتبار أنها توضح وتنظم عبر مفاتيح التارو ما كان في السابق عناصر مبعثرة ومربكة من المعرفة الخفائية.

## ويتي و«ألفا وأوميغا»
خلال 1918 قابل كيس مايكل جيمس ويتى رئيس تحرير مجلة Azoth والذي ستجمعه به صداقة حميمة. كان ويتي يضطلع بدور أمين الصندوق ومدير القداس بمحفل توت-هرمس التابع للألفا والأوميغا Alpha et Omega. كانت الألفا والأوميغا جماعة ماكجريجور ماترز S. L. MacGregor Mathers التي تشكلت سنة 1906 بعد زوال جماعة الفجر الذهبي الهرمسية الأصلية سنة 1903. شجع ويتي كيس على الانضمام لتوت-هرمس الذي كان المحفل الأمريكي التابع مباشرة للمحفل الأم في باريس. انضم كيس وترقي سريعا عبر استبداءات الدرجات الصليبالوردية Rosicrucian Grades. اسم الطموح الذي اتخذه كيس في الألفا والأوميغا كان Perserverantia (المثابرة أو أنا مثابر).
بين سنتي 1919 و1920 عمل كيس بمعية ويتي على وضع النص الذي سينشر لاحقا تحت عنوان«كتاب الأمارات» The Book of Tokens ، وهو الكتاب الذي خط كنص مستوحى سواء عبر التأمل أو الكتابة التلقائية أو عبر قنوات أخرى، ولقد تبين لاحقا بأن«سيد الحكمة ر» Master R كان المصدر.
في العشرين من شهر مايو 1920 أستبدئ كيس إلى الدرجة الثانية من الألفا والأوميغا، وبعد ثلاثة أسابيع من ذلك تمت تسمية كيس خبيرا من الدرجة الثالثة.
خلال سبتمبر 1920 توفي ميكائيل ويتي، ولقد أعزى كيس ذلك إلى متاعب صحية ناجمة عن ممارسة السحر الأخنوخي Enochian magic. لاحقا تراسل كيس مع إسرائيل ريكاردي بخصوص تخوفاته تلك.

## بناة الأديتوم
استقال كيس من الألفا والأوميغا إثر خلافات مع موينا ماترز Moina Mathers وشرع بتفان في إرساء مدرسته الأسرارية الخاصة. صيف 1922 ركز مجهوداته نحو إعداد مقرر تعليمي بالمراسلة سماه «الحكمة الأزلية» واتسم بشموليته الكبيرة وبتغطيته لجميع الميادين الهرمسية. وبحلول سنة 1923 شكل كيس «مدرسة الحكمة الأزلية» The School of Ageless في بوسطن على الأرجح.
بعد سنوات قليلة انتقل إلى لوس أنجلس متخليا نهائيا عن مهنته كموسيقي، وهناك أسس «بناة الأديتوم» (Builders of the Adytum (B.O.T.A. المتواجدة حتى اليوم. هذه المدرسة تقدم نفسها كمدرسة أسرارية حقيقية. على امتداد العقود الثلاثة اللاحقة نظم كيس منهاجا دراسيا بالمراسلة يغطي عمليا كامل ما يصطلح على تسميته بالتعاليم الأسرارية الغربية Western Mystery Tradition : التارو الخفائي، القبالة والخيمياء.
سنة 1924 توفيت ليلي جيز (Lilli Geise) زوجة كيس الأولى، وفي 1943 تزوج هارييت (Harriet) وهي السنة ذاتها التي قابل فيها أن ديفييس التي ستخلفه لاحقا على رأس بناة الأديتوم.

## الوفاة
توفي بول فوستر كيس بينما كان يمضي عطلة في المكسيك رفقة زوجته الثانية هارييت Harriet. رماده مدفون في المتنزه التذكاري Forest Lawn Memorial Park بغلينديل في كاليفورنيا.

## الميراث
خلف كيس كما كبيرا من الكتابات المنشورة عن التارو والقبالة وكما أكبر غير منشور لا زال يتداول حتى اليوم عبر المدرسة الأسرارية التي أسسها.

## قائمة المراجع

### المقالات
1. Article on Tarot in "The Word" -1916
2. Article on Tarot (revised) in "Azoth Magazine" -1918

### الكتب
1. The Kybalion (1912) with William A. Atkinson
2. An Introduction to the Study of the Tarot -1920
3. A Brief Analysis of the Tarot -1927
4. The True and Invisible Rosicrucian Order -1927
5. Correlations of Sound & Color -1931
6. The Highlights of Tarot -1931
7. The Book of Tokens -1934
8. The Great Seal of the United States -1935
9. Progressive Rotascope -1936
10. Tarot Fundamentals 4 volumes -1936
11. Tarot Interpretations 4 volumes -1936
12. The Open Door -1938
13. The Tarot: A Key to the Wisdom of the Ages -1947

The tarot, a key to the wisdom of the ages. 1947. OCLC:932987255. مؤرشف من الأصل في 2019-12-14.
1. Daniel, Master of Magicians
2. The Masonic Letter G
3. The Name of Names

## الوصلات الخارجية
- [ http://www.bota.org ] الموقع الرسمي لمدرسة بناة الأديتوم
- [ http://www.golden-dawn.org/biocase.html نسخة محفوظة 3 نوفمبر 2010 على موقع واي باك مشين. ]
- [ http://www.lvx.org ]
- [ http://www.josephnolen.com ]
- [ http://www.2000biz.com/psf ] موارد ونصوص
- [ http://www.kybalion.org ] القبليون